# Concerto per chitarra e orchestra n. 1 (Giuliani)
Il Concerto per chitarra e orchestra op. 30, composto da Mauro Giuliani, è uno dei primi concerti orchestrali apparsi nel repertorio della chitarra.
La prima esecuzione a noi nota che Giuliani ne diede fu il 3 aprile 1808 a Vienna, e riscosse un grande successo fra pubblico e critica. In un primo momento il compositore non pubblicò il concerto, con l'intenzione di eseguirlo esclusivamente di persona – del resto erano ben pochi i chitarristi all'epoca che potessero raggiungere l'abilità strumentale del virtuoso italiano. In seguito diede comunque alle stampe una riduzione per chitarra e quartetto d'archi, mentre Anton Diabelli alcuni anni dopo ne curò una per chitarra e pianoforte; la pubblicazione della versione orchestrale originale è misteriosa, e le parti dell'orchestra sono giunte a noi solo tramite alcuni spartiti oggi conservati presso la Royal Library di Copenaghen.
È stata opinione di alcuni commentatori che l'orchestrazione del concerto op. 30 fosse stata opera di Hummel; tale tesi però non ha trovato nel tempo riscontri oggettivi.
Dopo il declino della fama di Giuliani negli ambienti musicali, il concerto - insieme a gran parte del prezioso repertorio chitarristico del primo ottocento - è rimasto per lungo tempo scarsamente considerato. A richiamare l'attenzione dei chitarristi su questa opera brillante fu la riedizione del 1958 ad opera del chitarrista e musicologo romano Mario Gangi, il quale pure vi apportò correzioni severamente criticate. Fra i pochi concerti per chitarra e orchestra composti nell'Ottocento, questo è probabilmente l'unico a godere oggi di vasta ammirazione da parte dei grandi interpreti internazionali - come è ravvisabile dalla discografia dedicata.

## Movimenti
Il primo movimento, Allegro maestoso, ha una lunga introduzione di soli archi, che conducono due temi contrastanti, uno dal ritmo saltellante e l'altro più lirico, prima dell'entrata della chitarra, che sviluppa le sue parti solistiche alternandosi sui due temi. La sezione centrale è in La minore, che ritorna nella tonalità maggiore conclusa con la maestosità tipica delle cadenze di Giuliani.
Il secondo movimento, Andante siciliano, è guidato da una melodia sentimentale, tipica della scuola strumentale italiana del primo ottocento e che riflette la forte influenza dello stile operistico – specialmente rossiniano – sulle composizioni di Giuliani.
Il terzo movimento è una Polonaise mossa e vivace, che conclude il concerto con brillantezza ed energia.